# Pontos extremos da Suécia

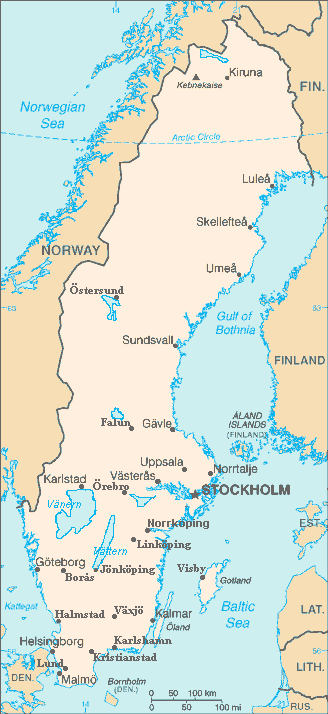
Suécia

Esta é a lista dos pontos extremos da Suécia, onde estão as localidades mais ao norte, sul, leste e oeste do território sueco.

## Latitude e longitude
- Ponto mais setentrional:
  - Treriksröset, Kiruna, Lapônia 69° 03′ 36″ N, 20° 32′ 55″ L
- Ponto mais meridional:
  - Smygehuk, Trelleborg (comuna), Escânia (província) 55° 20′ 13″ N, 13° 21′ 34″ L

- Ponto mais ocidental:
  - Suécia insular:  Stora Drammen, Strömstad (comuna), Bohuslän (província) 58° 55′ 43″ N, 10° 57′ 27″ L
  - Suécia continental: Ledsund, Strömstad (comuna), Bohuslän (província) 58° 59′ 50″ N, 11° 06′ 47″ L
- Ponto mais oriental:
  - Suécia insular: Kataja, Haparanda (comuna), Bótnia Setentrional (província) 65° 42′ 00″ N, 24° 10′ 00″ L
  - Suécia continental: Sundholmen, Haparanda (comuna), Bótnia Setentrional (província) 65° 48′ 54″ N, 24° 09′ 02″ L

A distância máxima entre o norte e o sul do país é de 1 572 km.
A fronteira terrestere com a Noruega tem 1 619 km e com a Finlândia 586 km.

## Altitude

### Ponto mais alto
- Kebnekaise, Quiruna, Bótnia Setentrional 67° 54′ 03″ N, 18° 30′ 60″ L

Topo norte com 2 104 m (contando com os glaciares)
Topo sul com 2 097 m (não contando com os glaciares)

### Ponto mais baixo
- Nosabyviken, enseada no lago Hammarsjön a sudeste de Kristianstad 56° 01′ 16″ N, 14° 11′ 01″ L

O nível do terreno é 2,41 metros abaixo do nível do mar.